# Europese auto in 1904
Dit artikel geeft een overzicht van alle Europese personenwagens geproduceerd in 1904 door een significante autoconstructeur. De auto's staan alfabetisch gerangschikt per merk. Hier staan enkel Europese merken, ongeacht of ze eigendom zijn van een niet-Europees concern. Ook gaat het om constructeurs die algemeen bekend zijn met auto's die algemeen voor het publiek verkrijgbaar zijn. 
| Clément |                  | concern:          | Onafhankelijk |
| Clément | divisie:         |                   |               |
| Clément | merk:            | Clément Frankrijk |               |
| Clément | model:           | 2K                |               |
| Clément | einde productie: | 1904              |               |
| Clément | productieaantal: | ?                 |               |

| Dietrich-Bugatti |                  | concern:                   | Onafhankelijk |
| Dietrich-Bugatti | divisie:         |                            |               |
| Dietrich-Bugatti | merk:            | Dietrich-Bugatti Frankrijk |               |
| Dietrich-Bugatti | model:           | Type 6                     |               |
| Dietrich-Bugatti | einde productie: | 1909                       |               |
| Dietrich-Bugatti | productieaantal: | ?                          |               |

| Fiat |                  | concern:    | Onafhankelijk |
| Fiat | divisie:         |             |               |
| Fiat | merk:            | Fiat Italië |               |
| Fiat | model:           | 60HP        |               |
| Fiat | einde productie: | 1906        |               |
| Fiat | productieaantal: | ?           |               |

| Gladiator |                  | concern:            | Onafhankelijk |
| Gladiator | divisie:         |                     |               |
| Gladiator | merk:            | Gladiator Frankrijk |               |
| Gladiator | model:           | Grand Prix          |               |
| Gladiator | einde productie: | 1909                |               |
| Gladiator | productieaantal: | ?                   |               |

| Horch |                  | concern:        | Onafhankelijk |
| Horch | divisie:         |                 |               |
| Horch | merk:            | Horch Duitsland |               |
| Horch | model:           | 14/17           |               |
| Horch | einde productie: | 1904            |               |
| Horch | productieaantal: | ?               |               |

| Panhard |                  | concern:          | Onafhankelijk |
| Panhard | divisie:         |                   |               |
| Panhard | merk:            | Panhard Frankrijk |               |
| Panhard | model:           | Type Q            |               |
| Panhard | einde productie: | 1905              |               |
| Panhard | productieaantal: | ?                 |               |

| Peugeot |                  | concern:          | Onafhankelijk |
| Peugeot | divisie:         |                   |               |
| Peugeot | merk:            | Peugeot Frankrijk |               |
| Peugeot | model:           | 57                |               |
| Peugeot | einde productie: | 1904              |               |
| Peugeot | productieaantal: | 149               |               |

| Peugeot |                  | concern:          | Onafhankelijk |
| Peugeot | divisie:         |                   |               |
| Peugeot | merk:            | Peugeot Frankrijk |               |
| Peugeot | model:           | 58                |               |
| Peugeot | einde productie: | 1904              |               |
| Peugeot | productieaantal: | 121               |               |

| Peugeot |                  | concern:          | Onafhankelijk |
| Peugeot | divisie:         |                   |               |
| Peugeot | merk:            | Peugeot Frankrijk |               |
| Peugeot | model:           | 61                |               |
| Peugeot | einde productie: | 1904              |               |
| Peugeot | productieaantal: | 147               |               |

| Peugeot |                  | concern:          | Onafhankelijk |
| Peugeot | divisie:         |                   |               |
| Peugeot | merk:            | Peugeot Frankrijk |               |
| Peugeot | model:           | 62                |               |
| Peugeot | einde productie: | 1904              |               |
| Peugeot | productieaantal: | 96                |               |

| Peugeot |                  | concern:          | Onafhankelijk |
| Peugeot | divisie:         |                   |               |
| Peugeot | merk:            | Peugeot Frankrijk |               |
| Peugeot | model:           | 63                |               |
| Peugeot | einde productie: | 1904              |               |
| Peugeot | productieaantal: | 136               |               |

| Peugeot |                  | concern:          | Onafhankelijk |
| Peugeot | divisie:         |                   |               |
| Peugeot | merk:            | Peugeot Frankrijk |               |
| Peugeot | model:           | 65 67             |               |
| Peugeot | einde productie: | 1904              |               |
| Peugeot | productieaantal: | 247               |               |

| Peugeot |                  | concern:          | Onafhankelijk |
| Peugeot | divisie:         |                   |               |
| Peugeot | merk:            | Peugeot Frankrijk |               |
| Peugeot | model:           | 66                |               |
| Peugeot | einde productie: | 1904              |               |
| Peugeot | productieaantal: | 20                |               |

| Renault |                  | concern:          | Onafhankelijk |
| Renault | divisie:         |                   |               |
| Renault | merk:            | Renault Frankrijk |               |
| Renault | model:           | Type U /Uc/Ud     |               |
| Renault | einde productie: | 1904              |               |
| Renault | productieaantal: | ?                 |               |

| Rolls-Royce |                  | concern:                        | Onafhankelijk |
| Rolls-Royce | divisie:         |                                 |               |
| Rolls-Royce | merk:            | Rolls-Royce Verenigd Koninkrijk |               |
| Rolls-Royce | model:           | 10 HP /15 HP/20 HP/30 HP        |               |
| Rolls-Royce | einde productie: | 1906                            |               |
| Rolls-Royce | productieaantal: | 16/6/37/40                      |               |

| Wanderer |                  | concern:           | Onafhankelijk |
| Wanderer | divisie:         |                    |               |
| Wanderer | merk:            | Wanderer Duitsland |               |
| Wanderer | model:           | Double phaeton     |               |
| Wanderer | einde productie: | 1904               |               |
| Wanderer | productieaantal: | ?                  |               |